# Hicham Sigueni
Hicham Sigueni (arabisch هشام سڭني; * 30. Januar 1993 in Beni Mellal) ist ein marokkanischer Leichtathlet, der über 3000 Meter Hindernis an den Start geht.

## Sportliche Laufbahn
Hicham Sigueni tritt seit 2009 in Leichtathletik-Wettkämpfen in den Laufdisziplinen an. Im März nahm er am U20-Rennen bei den Crosslauf-Weltmeisterschaften in Jordanien teil, das er auf dem 49. Platz beendete. Er qualifizierte sich über 3000 Meter für die im Juli stattfindenden U18-Weltmeisterschaften im italienischen Brixen. Dabei erreichte er das Finale, in dem er mit einer Zeit von 8:12,88 min als Vierter die Medaillenränge knapp verpasste. Auch 2010 nahm er am U20-Rennen der Crosslauf-Weltmeisterschaften in Bydgoszcz teil, das er diesmal als 25. beendete. Im Juli wurde er Marokkanischer U18-Meister im 3000-Meter-Lauf und ging anschließend im 5000-Meter-Rennen bei den U20-Weltmeisterschaften im kanadischen Moncton an den Start, bei denen er das Rennen allerdings nicht beenden konnte. Ende August nahm er über 3000 Meter an den erstmals ausgetragenen Olympischen Jugendspielen in Singapur teil, bei denen er mit Bestzeit von 8:08,55 min die Bronzemedaille gewinnen konnte. 2011 konnte er bei seiner dritten Teilnahme bei Crosslauf-Weltmeisterschaften das Rennen diesmal nicht beenden. Im Mai trat er über 800 und 1500 Meter bei den U20-Afrikameisterschaften in Gaborone an, bei denen er den sechsten bzw. siebten Platz belegte. Mitte Juni verbesserte er seine 3000-Meter-Bestzeit auf 7:51,33 min.
Seit 2012 fokussiert sich Sigueni vorwiegend auf den 3000-Meter-Hindernislauf. Im Juli stellte er seine Bestzeit von 8:21,78 min auf und qualifizierte sich damit für die Olympischen Sommerspiele in London. Zuvor ging er, ebenfalls im Juli, erneut bei den U20-Weltmeisterschaften in Barcelona an den Start, bei denen er die Bronzemedaille gewinnen konnte. Bei den Olympischen Spielen verpasste er im August als Zehnter seines Laufes den Einzug in das Halbfinale. Er landete am Ende auf dem 26. Platz. 2013 verbesserte er in Rehlingen seine 3000-Meter-Bestzeit noch einmal auf 7:50,23 min, wo er zuvor auch seine vorherige Bestzeit bereits lief. 2015 lief Sigueni im Juli in Stockholm persönliche Bestzeit von 8:16,54 min im Hindernislauf. In der Folge trat er bei den Weltmeisterschaften in Peking an, wobei er als Siebter seines Laufes den Einzug in die nächste Runde verpasste. 2016 gelang es ihm sich für die Teilnahme an seinen zweiten Olympischen Sommerspielen zu qualifizieren. Wie ein Jahr zuvor in Peking erreichte er auch in Rio de Janeiro als Siebter seines Vorlaufes das Ziel und schied damit vorzeitig aus.
2017 trat Sigueni bei einem Wettkampf in Istanbul erstmals über 3000 Meter in der Halle an, das er mit einer Zeit von 7:52,24 min auf dem zweiten Platz beendete. Im Juni lief er mit 8:18,77 die bislang zweitschnellste Zeit im Hindernislauf im Laufe seiner Karriere. Dies hatte die erneute Qualifikation, für die in London stattfindenden Weltmeisterschaften zur Folge. Dort blieb er allerdings weit hinter seinen Bestzeiten zurück und schied als Elfter seines Vorlaufes vorzeitig aus. 2018 trat er Anfang August in Nigeria erstmals bei Afrikameisterschaften an, kam mit einer Zeit von 8:47,02 allerdings nicht über den zehnten Platz hinaus.

## Wichtige Wettbewerbe
| Jahr                | Veranstaltung                 | Ort                 | Platz               | Disziplin           | Zeit                |
| Startet für Marokko | Startet für Marokko           | Startet für Marokko | Startet für Marokko | Startet für Marokko | Startet für Marokko |
| ------------------- | ----------------------------- | ------------------- | ------------------- | ------------------- | ------------------- |
| 2009                | Crosslauf-Weltmeisterschaften | Amman               | 49.                 | U20-Rennen          | 25:56 min           |
| 2009                | U18-Weltmeisterschaften       | Brixen              | 4.                  | 3000 m              | 8:12,88 min         |
| 2010                | Crosslauf-Weltmeisterschaften | Bydgoszcz           | 25.                 | U20-Rennen          | 23:28 min           |
| 2010                | U20-Weltmeisterschaften       | Moncton             |                     | 5000 m              | DNF                 |
| 2010                | Olympische Jugendspiele       | Singapur            | 3.                  | 3000 m              | 8:08,55 min         |
| 2011                | Crosslauf-Weltmeisterschaften | Punta Umbria        |                     | U20-Rennen          | DNF                 |
| 2011                | U20-Afrikameisterschaften     | Gaborone            | 6.                  | 800 m               | 1:49,11 min         |
| 2011                | U20-Afrikameisterschaften     | Gaborone            | 7.                  | 1500 m              | 3:43,23 min         |
| 2012                | U20-Weltmeisterschaften       | Barcelona           | 3.                  | 3000 m Hindernis    | 8:30,14 min         |
| 2012                | Olympische Sommerspiele       | London              | 26                  | 3000 m Hindernis    | 8:35,89 min         |
| 2015                | Weltmeisterschaften           | Peking              | 25                  | 3000 m Hindernis    | 8:49,73 min         |
| 2016                | Olympische Sommerspiele       | Rio de Janeiro      | 16.                 | 3000 m Hindernis    | 8:27,82 min         |
| 2017                | Weltmeisterschaften           | London              | 36.                 | 3000 m Hindernis    | 8:44,74 min         |
| 2018                | Afrikameisterschaften         | Asaba               | 10.                 | 3000 m Hindernis    | 8:47,02 min         |

## Persönliche Bestleistungen
Freiluft
- 1500 m: 3:38,40 min, 28. Februar 2012, Marrakesch
- 3000 m: 7:50,23 min, 20. Mai 2013, Rehlingen
- 3000 m Hindernis: 8:16,54 min, 30. Juli 2015, Stockholm
- 5000 m: 13:26,32 min, 5. Juni 2011, Rabat
- Halbmarathon: 1:03:01 h, 5. Dezember 2021, Tamesna

Halle
- 3000 m: 7:52,24 min, 17. Februar 2017, Istanbul